# Gianni Lunadei
Gianni Lunadei (Roma, 1 de mayo de 1938 - Buenos Aires, 17 de junio de 1998) fue un actor italiano de teatro, cine y televisión radicado en Argentina.

## Biografía

### Infancia
Desde pequeño sus padres lo llevaban al cine y al teatro:

«No eran personas de la cultura; mamá era modista y papá trabajaba de albañil, pero en 1943 y 1944 me hicieron conocer grandes espectáculos. Eso me marcó para siempre.»
Gianni Lunadei

Debido a la difícil situación en la Europa de la Posguerra de la Segunda Guerra Mundial, con 12 años de edad Lunadei llega solo a Buenos Aires, en 1950, enviado por su padre (quien más tarde se le uniría) para encontrarse con su madre, que ya residía en Argentina desde un tiempo atrás.

### Consagración teatral y televisiva

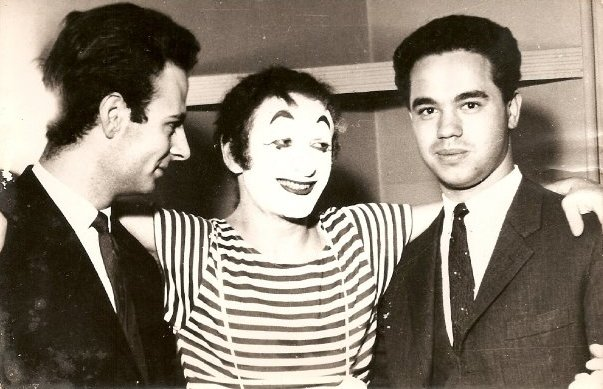
Gianni Lunadei (izquierda) junto a Marcel Marceau, circa 1964.

A los 16 años debutó en Buenos Aires, haciendo en teatro el personaje de «George» en Todos eran mis hijos (de Arthur Miller). Fue una declaración de ambiciones artísticas, a la que siguieron, entre otras, La sombra de un republicano (de Sean O'Casey) y Platónov (de Antón Chéjov).
Actor teatral de raza, estuvo ligado a otras obras significativas, como Marat-Sade (de Peter Weiss) y especialmente en Arlequino, servidor de dos patrones (de Carlo Goldoni), que le valió el prestigioso premio Moliére y el Premio Estrella de Mar por su inolvidable personificación del malévolo «Pantaleón», clásico de la Commedia dell'arte dirigido por Villanueva Cosse y producido por China Zorrilla en 1974. Sin embargo, Lunadei no desestimó jamás la doble faceta en su trayectoria histriónica, que le permitía abordar con igual eficacia el drama y la comedia, el teatro y la televisión. Solía afirmar que «para cierta gente, parecería que ser actor serio es cultivar historias densas, dramáticas, porque si no no sirve».
Entre 1983 y 1987, trabajó durante cuatro temporadas en el programa de televisión humorístico Mesa de Noticias, representando a Della Nata, el villano de la tira y uno de sus personajes más reconocidos, con el cual acuñó frases que lo harían popularísimo, como «¡Infeliz!» y «Le pertenezco». El elenco que integró se completaba con Juan Carlos Mesa, Beatriz Bonnet, Fernando Bravo, Alberto Fernández de Rosa, Anamá Ferreira, Edgardo Mesa (hermano de Juan Carlos Mesa), Leticia Moreira, Cris Morena, Javier Portales, Gino Renni y Adriana Salgueiro. Al respecto de su trabajo en la tira, expresó: «No pueden digerirme haciendo Mesa de noticias, porque abordé el teatro clásico».
Otras de sus participaciones en televisión fueron: Los hermanos Torterolo, Matrimonios y algo más, Locas por ellos, Señoras y señores, Archivo negro y El gordo y el flaco. Asimismo, representó al Dr. Cureta, un médico-empresario totalmente seducido por el dinero, en la película La clínica del Dr. Cureta, dirigida por Alberto Fischerman y basada en la historieta argentina satírica La clínica del Doctor Cureta, la cual fue creada por Jorge Meijide (Meiji) y Eduardo Omar Camilongo (Ceo). Este personaje también le valió gran popularidad a Lunadei.

### Suicidio
Lunadei sufría de depresión recurrente. En sus últimos cinco años de vida fue pareja de Perla Caron, con quien convivió un solo año hasta el momento de su suicidio, ocurrido en la casona de ella, en Avenida Congreso 3618 en el barrio de Coghlan. Estando solo en el lugar, Lunadei se disparó en la boca con una pistola calibre 32 el 17 de junio de 1998. Tenía 60 años de edad. Lunadei fue enterrado en el Panteón de la Asociación Argentina de Actores del Cementerio de la Chacarita.

## Premios y reconocimientos
Además del Premio Molière (el premio nacional de teatro de Francia, cuyos equivalentes internacionales más conocidos son los estadounidenses Premios Tony y los británicos Premios Laurence Olivier), en 1991 recibió el premio Konex como Actor de comedia en Radio y Televisión. Fue nominado como Mejor actor de reparto al Premio Martín Fierro en 1997, por Archivo negro. Durante 11 años integró el elenco teatral estable de la Comedia Nacional, y durante seis formó parte del elenco del Teatro San Martín.
El periodista y humorista uruguayo Marcel Daset escribió sobre Lunadei:

Lunadei siempre me pareció un maestro, y ya se leía en el rabillo del ojo de su mirada ese dejo de amargura de los que saben que al final… todo termina en el final. Antes o después. Sentí su suicidio, como el de alguien querible. Olmedo era más espectacular, no podías “no quererlo”, pero Lunadei era diferente, como el vodka: no para todo el mundo».
Marcel Daset

## Filmografía
- 1976: Juan que reía

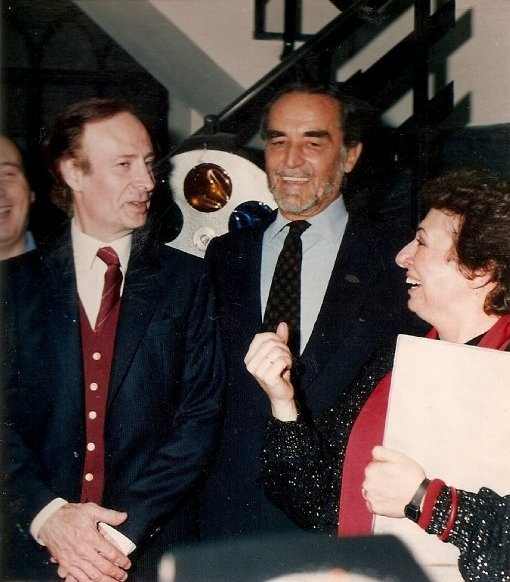
Gianni Lunadei junto a su compatriota Vittorio Gassman y la actriz Lidia Catalano.

- 1978: Allá lejos y hace tiempo (dirigida por Manuel Antín)
- 1978: Comedia rota
- 1979: De cara al cielo (evocación de la Campaña del Desierto, dirigida por Enrique Dawi)
- 1979: Cuatro pícaros bomberos
- 1979: La aventura de los paraguas asesinos
- 1982: Plata dulce (de Fernando Ayala)
- 1986: Pinocho como Gepetto
- 1987: Mujer-Mujer (episodio «Negocios son negocios»)
- 1987: La clínica del Dr. Cureta, como el doctor Cureta
- 1988: Las puertitas del señor López
- 1988: Las locuras del extraterrestre
- 1991: La redada, como el jefe de policía
- 1991:  Ya no hay hombres, cameo
- 1998: El inquietante caso de José Blum (inédita), como el Dr. Taussman
- 1998: Dibu 2, la venganza de Nasty, como Marioneta Pirata
- 1998: Secret of the Andes (El secreto de los Andes, coproducción con Estados Unidos; inédita en Argentina)